# Meridià 126 a l'est
El meridià 126 a l'est de Greenwich és una línia de longitud que s'estén des del pol Nord travessant l'oceà Àrtic, Àsia, l'oceà Índic, l'oceà Antàrtic, Austràlia i l'Antàrtida fins al pol Sud.
El meridià 126 a l'est forma un cercle màxim amb el meridià 54 a l'oest. Com tots els altres meridians, la seva longitud correspon a una semicircumferència terrestre, uns 20.003,932 km. Al nivell de l'Equador, és a una distància del meridià de Greenwich de 14.026 km.

## De Pol a Pol
Començant en el pol Nord i dirigint-se cap al pol Sud, aquest meridià travessa:
| Coordenades                               | País, territori o mar        | Notes |
| ----------------------------------------- | ---------------------------- | --- |
| 90° 0′ N, 126° 0′ E / 90.000°N,126.000°E  | Oceà Àrtic                   | |
| 77° 41′ N, 126° 0′ E / 77.683°N,126.000°E | Mar de Làptev                | |
| 55° 43′ N, 126° 0′ E / 55.717°N,126.000°E | Rússia                       | Sakhà— illes del delta del Lena i el continent Óblast de l'Amur — des de 55° 43′ N, 126° 0′ E / 55.717°N,126.000°E |
| 52° 46′ N, 126° 0′ E / 52.767°N,126.000°E | República Popular de la Xina | Heilongjiang — per uns 10 km |
| 52° 40′ N, 126° 0′ E / 52.667°N,126.000°E | Rússia                       | Óblast de l'Amur — per uns 9 km |
| 52° 35′ N, 126° 0′ E / 52.583°N,126.000°E | República Popular de la Xina | Heilongjiang Mongòlia Interior — per uns 1 km des de 50° 56′ N, 126° 0′ E / 50.933°N,126.000°E Heilongjiang — des de 50° 55′ N, 126° 0′ E / 50.917°N,126.000°E Jilin — des de 45° 11′ N, 126° 0′ E / 45.183°N,126.000°E |
| 40° 56′ N, 126° 0′ E / 40.933°N,126.000°E | Corea del Nord               | per uns 2 km |
| 40° 55′ N, 126° 0′ E / 40.917°N,126.000°E | República Popular de la Xina | Jilin — per uns 2 km |
| 40° 53′ N, 126° 0′ E / 40.883°N,126.000°E | Corea del Nord               | |
| 37° 52′ N, 126° 0′ E / 37.867°N,126.000°E | Mar Groc                     | |
| 34° 53′ N, 126° 0′ E / 34.883°N,126.000°E | Corea del Sud                | Nombroses illes dels comtats de Sinan i Jindo |
| 34° 15′ N, 126° 0′ E / 34.250°N,126.000°E | Mar Groc                     | Passa a l'oest de l'illa de Jeju-do, Corea del Sud (a 33° 17′ N, 126° 9′ E / 33.283°N,126.150°E) |
| 33° 17′ N, 126° 0′ E / 33.283°N,126.000°E | Mar de la Xina Oriental      | |
| 25° 15′ N, 126° 0′ E / 25.250°N,126.000°E | Oceà Pacífic                 | Mar de les Filipines · — Passa a l'est de l'illa de Calicoan, Filipines (a 10° 56′ N, 125° 50′ E / 10.933°N,125.833°E) · — Passa a l'est de l'illa de Suluan, Filipines (a 10° 45′ N, 125° 58′ E / 10.750°N,125.967°E)  |
| 9° 57′ N, 126° 0′ E / 9.950°N,126.000°E   | Filipines                    | Illes de Siargao i Middle Bucas |
| 9° 42′ N, 126° 0′ E / 9.700°N,126.000°E   | Oceà Pacífic                 | Mar de les Filipines |
| 9° 18′ N, 126° 0′ E / 9.300°N,126.000°E   | Filipines                    | Illa de Mindanao |
| 6° 54′ N, 126° 0′ E / 6.900°N,126.000°E   | Golf de Davao                | |
| 6° 12′ N, 126° 0′ E / 6.200°N,126.000°E   | Oceà Pacífic                 | |
| 3° 29′ N, 126° 0′ E / 3.483°N,126.000°E   | Mar de les Moluques          | |
| 1° 48′ S, 126° 0′ E / 1.800°S,126.000°E   | Indonèsia                    | Illa de Mangole |
| 1° 54′ S, 126° 0′ E / 1.900°S,126.000°E   | Mar de Ceram                 | |
| 2° 15′ S, 126° 0′ E / 2.250°S,126.000°E   | Indonèsia                    | Illa de Sanana |
| 2° 28′ S, 126° 0′ E / 2.467°S,126.000°E   | Mar de Banda                 | |
| 3° 13′ S, 126° 0′ E / 3.217°S,126.000°E   | Indonèsia                    | Illa de Buru — el punt més occidental |
| 3° 18′ S, 126° 0′ E / 3.300°S,126.000°E   | Mar de Banda                 | |
| 7° 40′ S, 126° 0′ E / 7.667°S,126.000°E   | Indonèsia                    | Illa de Wetar |
| 7° 54′ S, 126° 0′ E / 7.900°S,126.000°E   | Mar de Banda                 | |
| 8° 30′ S, 126° 0′ E / 8.500°S,126.000°E   | Timor Oriental               | Illa de Timor |
| 9° 6′ S, 126° 0′ E / 9.100°S,126.000°E    | Mar de Timor                 | |
| 13° 7′ S, 126° 0′ E / 13.117°S,126.000°E  | Oceà Índic                   | |
| 14° 1′ S, 126° 0′ E / 14.017°S,126.000°E  | Austràlia                    | Austràlia Occidental — les illes Maret i el continent |
| 32° 17′ S, 126° 0′ E / 32.283°S,126.000°E | Oceà Índic                   | Les autoritats australianes consideren això com a part de l'oceà Antàrtic[3][4] |
| 60° 0′ S, 126° 0′ E / 60.000°S,126.000°E  | Oceà Antàrtic                | |
| 66° 17′ S, 126° 0′ E / 66.283°S,126.000°E | Antàrtida                    | Territori Antàrtic Australià, reclamat per Austràlia |